# クレオパトラ7世
クレオパトラ7世フィロパトル（ギリシア語: Κλεοπάτρα Ζ' Φιλοπάτωρ、ラテン語: Cleopatra VII Philopator、紀元前69年 - 紀元前30年）は、古代エジプトプトレマイオス朝ファラオ（女王）。
一般的に「クレオパトラ」と言えば彼女を指すことが多く、プトレマイオス朝の最後の女王で、ガイウス・ユリウス・カエサルやマルクス・アントニウスらとのロマンスで知られる。王朝自体がアレクサンドロス3世の部下プトレマイオス1世による支配から始まったため、クレオパトラもギリシア系である。
「クレオパトラ」は、古代ギリシア語クレオパトロス（父の栄光）の女性形である。「絶世の美女」として知られ、世界三大美人の一人である。ただし、クレオパトラの肖像は治世当時、アントニウスが発行したとされている硬貨に横顔が残されているのみであり、この評価は後世の作り話だとの説がある（#人物節を参照）が、妹のアルシノエ4世の復元図から姉のクレオパトラも美しかったとする説もある。
なお、アレクサンドリアを襲った365年のクレタ地震のため、当時の史料は残っておらず、プルタルコスやスエトニウスら後世の歴史家による記録に負うが、その正確性には疑問が残る。

## 出自

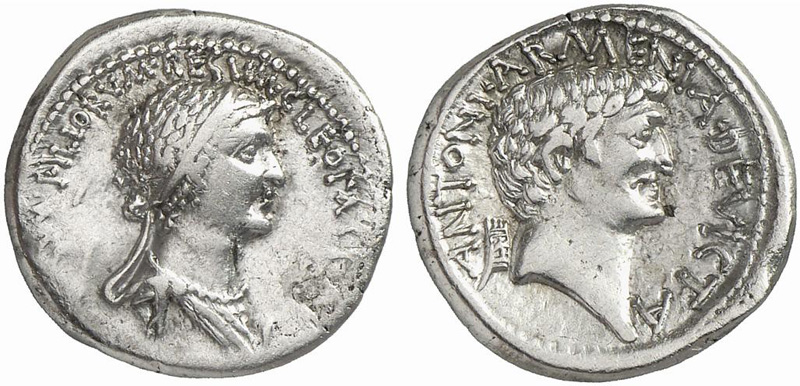
紀元前32年頃鋳造された銀貨。左がクレオパトラ、右が裏面のアントニウス

父は紀元前80年 - 紀元前58年および紀元前55年 - 紀元前51年のファラオであるプトレマイオス12世（アウレテス）。プトレマイオス朝末期の王家の系図に不備があるため、母は特定できていないが、クレオパトラ5世、クレオパトラ6世、あるいは氏名不詳の女性の説がある。
クレオパトラ5世はプトレマイオス12世のきょうだいまたはいとこであり、ベレニケ4世を産んだことは分かっているが、クレオパトラが生まれた紀元前69年頃以降の記録がない。
クレオパトラ6世は紀元前58年にプトレマイオス12世がエジプトから追放された後にエジプトを統治した人物であるが、5世と同一人物とする説と5世の長女とする説がある。ストラボンはプトレマイオス12世の娘をベレニケ4世、クレオパトラ7世、アルシノエ4世としており、前説の場合これと一致する。後説はポルピュリオスの記述によるもので、この場合プトレマイオス12世の追放に関連したため系図から抹消されたと考えられる。
他の人物として、歴史家ヴェルナー・フスは、紀元前69年頃にプトレマイオス12世はクレオパトラ5世と離婚してメンフィスの有力な家系の女性と結婚しており、この女性がクレオパトラ7世の母としている。
弟にプトレマイオス13世、プトレマイオス14世がおり、何れもクレオパトラと結婚して共同統治を行っている。

## 生涯

### 即位までのエジプトの状況
共和政ローマはエジプト産の穀物を必要としており、セレウコス朝シリアの攻撃を受けたプトレマイオス6世がローマに助けを求めて以降、プトレマイオス朝はその影響下に入っていた。エジプトは当時有数の小麦生産地であり、その販売をプトレマイオス朝が独占していた。後のアウグストゥス時代には、毎年ローマ市の4ヶ月分を賄っていたという。更にはパピルス、ガラス、織物生産地でもあった。これらのことから、プトレマイオス朝は当時世界でも最も裕福であったと推測する学者もいる。
プトレマイオス11世は、紀元前80年にルキウス・コルネリウス・スッラによって玉座に上ったものの同年中に民衆に殺害され、11世の従兄弟でクレオパトラの父であるプトレマイオス12世がローマに無断で即位した。12世は地位の安定のためグナエウス・ポンペイウスを頼ったが、直接介入を渋られたため、紀元前60年に三頭政治が始まると、その一角であるカエサルを買収し、やっと正式に王位が認められた。しかしこの買収にかかった費用を増税でまかなったため、紀元前58年に反乱が起こり、ポンペイウスを頼ってローマ市へ亡命した。このとき一人の娘を伴ったとされ、その場合クレオパトラである可能性を主張する近年の研究者がいる。(アテネで発見された石碑に刻まれた"Liviaの王女"についての文面があり、それが若きクレオパトラである可能性を主張するもの。)
アレクサンドリアではクレオパトラ6世やその死後ベレニケ4世が摂政の座についたが、紀元前57年、ローマで12世の復位計画が立てられた。これをポンペイウス派が行う陰謀もあったものの頓挫し、結局紀元前55年、シリア属州担当プロコンスル（前執政官）アウルス・ガビニウスと共にアレクサンドリアに舞い戻った12世は、ベレニケ4世を処刑し復位した。しかしながら、亡命中の生活費と政界工作費で莫大な借金を背負うことになった。この戦いに参加した、若きマルクス・アントニウスはベレニケ4世の夫であるアルケラウスの戦死の際に、王に相応しい葬いをしたとして評価された。この時期に、クレオパトラとアントニウスは出会っているという説もある。

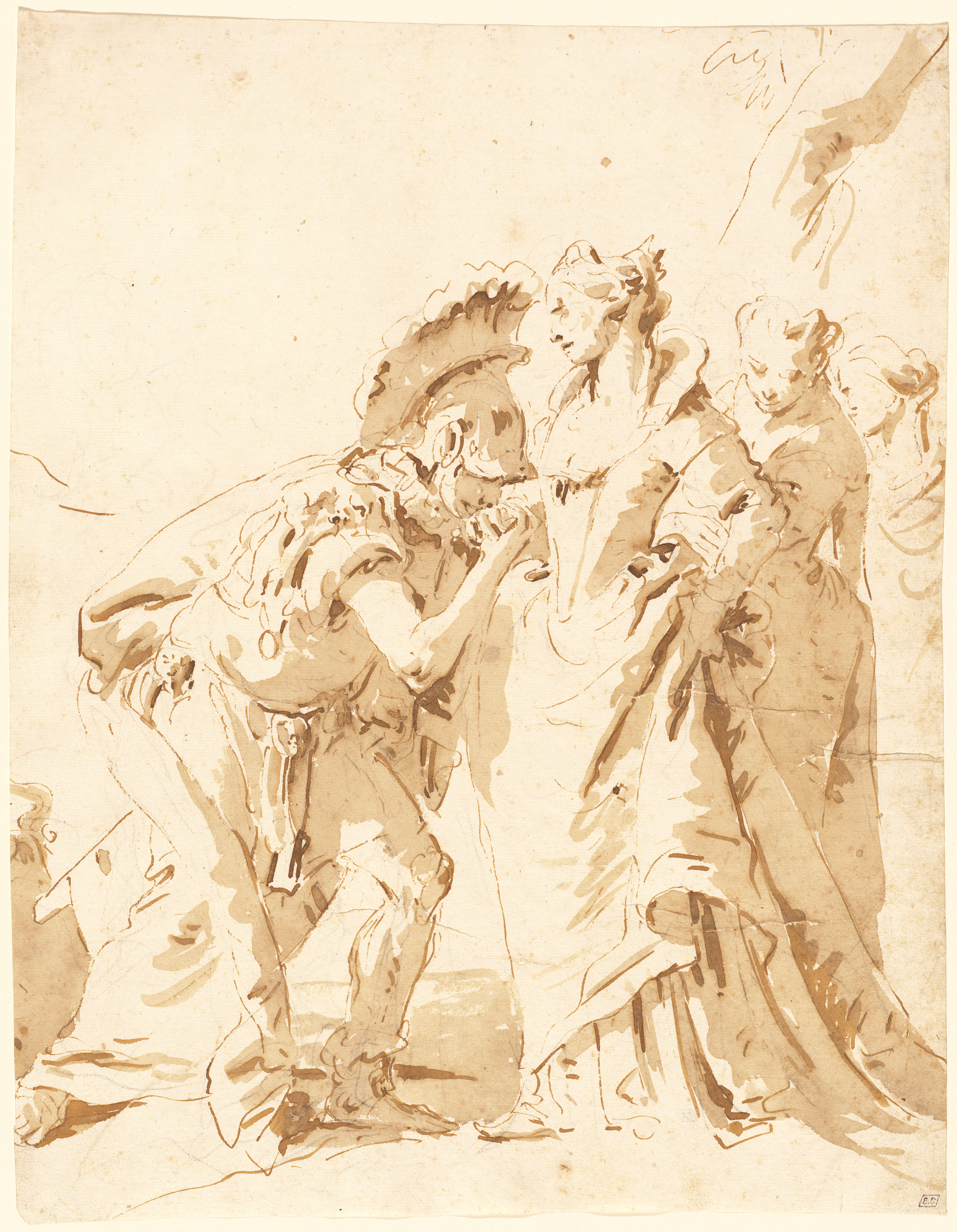
ジョヴァンニ・バッティスタ・ティエポロ『アントニウスとクレオパトラの出会い』（1740年代）ナショナル・ギャラリー (ワシントン)

### 即位
紀元前51年、クレオパトラが18歳の時に父が逝去すると、父の遺言によって弟のプトレマイオス13世と共同で王位に就いた。
プトレマイオス朝はギリシア系であったが、紀元前217年のラフィアの戦い以降、エジプト人の存在感が増し、ギリシア人のエジプト化が進んでいた。一方、歴代王は統治に無関心で、エジプト人による反乱も起っていた。クレオパトラはエジプト人との宥和のため、自らエジプト文化を取り込もうとしていたとも考えられている。プルタルコスによれば、彼女の声は甘く楽器のようで、多数の言語を自在に操り、これまでの王たちとは違ってエジプト語も習得していたという。クレオパトラは古くから民衆に親しまれていたイシスと同一視して描かれることもあり、そのことからも、宥和政策を採っていたことが推測される。プトレマイオス2世の妻アルシノエ2世がイシスとして描かれていた前例があり、それを再現したのではないかとも考えられている。
また、経済では通貨価値の切り下げや輸出の増加を行い、立て直すことに成功している。

### ローマ内戦
紀元前49年3月3日、キケロよりアッティクスへ

先日の君の手紙からすると、まだ彼らが会談して和解する可能性を信じているようだね。しかしその可能性は低いと思う。もし会談があったとしても、ポンペイウスがなんらかの協定を結ぶとは思えないんだよ。—キケロ『アッティクス宛書簡』8.15.3
この頃にはカエサルとポンペイウスの対立は避けられないものになっていた。紀元前49年1月1日にカエサルがその軍団を解散しなければ追放処分にすることが元老院で決議されていたが、カエサルはこれを無視して軍を率いてルビコン川を渡った。ポンペイウスはローマ市を捨て、さらに両執政官と共にギリシアへと渡っていった。アッピアノスによれば、レバント（東部地中海沿岸地方）のほぼ全ての国がポンペイウスを支援し、中には王自ら参戦する国もあったという。クレオパトラも60隻の船を供出したが、戦闘には参加しなかった。ポンペイウスはデュッラキウムに本陣を据えて軍勢を集め、一方のカエサルはヒスパニアのポンペイウス派を潰して回り、ローマ市へ帰還すると翌年の執政官に選出された。
カエサルはポンペイウスに攻撃を仕掛けたが一時敗退し（デュッラキウムの戦い）、それをポンペイウスが追撃したもののカエサルに撃退され（ファルサルスの戦い）、海へと逃れた。
同じ頃クレオパトラは、妹アルシノエ4世とも対立していただけでなく、共同統治を嫌ったプトレマイオス13世によって紀元前48年にアレクサンドリアから追放された。アッピアノスによれば、追放されたクレオパトラはシリアで軍勢を集め、対する13世はペルシウム付近で彼女を待ち受けていたが、そこへポンペイウスが逃れてきたという。
ポンペイウスを追撃するカエサルはアレクサンドリアを訪れ、エジプト人を信用していなかった彼は、追放されていたクレオパトラを召喚した。カエサルは52歳、クレオパトラは21歳であった。

### カエサルとの出会い

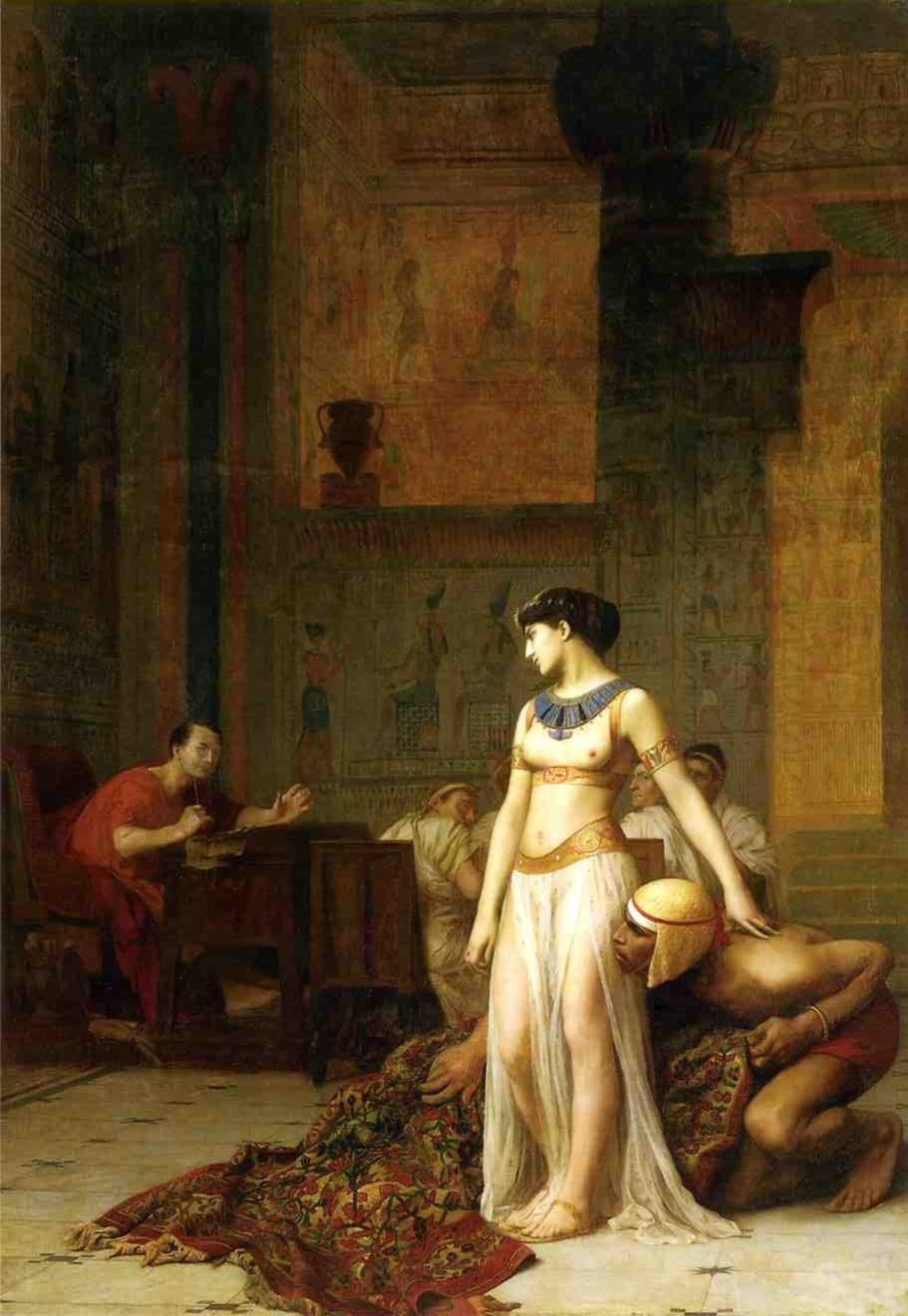
絨毯の中からカエサルの前へ現れるクレオパトラ
"Cléopâtre et César"　ジャン＝レオン・ジェローム画、1886年

プルタルコスによると、カエサルに召喚された女王は、シチリア人のアポロドロスという者と夜陰に乗じて忍び込み、寝具袋に入った彼女を友人に縛らせ、カエサルの元に運ばせたといい、この大胆なクレオパトラに魅せられたカエサルは、きょうだいであるプトレマイオス13世との仲を取り持ったという。寝具ではなく絨毯に包んで届けさせたと説明されることが多い（古代エジプトでは、贈り物や賄賂として宝物を絨毯に包んで渡す習慣があり、クレオパトラは宝物ではなく自らの身体を贈ったのだとする）が、史料では確認できない。
しかし、クレオパトラがカエサルの愛人となったことを知ったプトレマイオス13世は「怒り心頭に発し、王冠をはずし、地面に叩きつけた」といわれる。結局カエサルはローマに敵対するプトレマイオス13世を攻め殺し、アルシノエ4世を捕らえることに成功した。クレオパトラはもう一人の弟プトレマイオス14世と結婚し、共同統治という形で復位したが、実質は彼女一人による統治で、紀元前47年にカエサルの子カエサリオンを産んでいる。クレオパトラは、カエサリオンを産むことでローマによるプトレマイオス朝の属州化防止や、自己の地位安定を計ったのではないかとも考えられる。
紀元前46年7月、カエサルはローマ市へ戻り、凱旋式を4度にわたって挙行した。この頃完成したカエサルのフォルムにはクレオパトラの黄金像が立てられたが、これはウェヌス神殿のすぐ側であり、問題視された。クレオパトラは、プトレマイオス14世とカエサリオンと共にカエサルのティベリス川沿いの別荘に滞在し、カエサルとのスキャンダルが噂された。この間キケロらローマの有力者と面会したようである。

紀元前44年6月13日、キケロよりアッティクスへ

カエサルの別荘にいた時の女王の傲慢さときたら、思い出したくもない。だから私はもう一切関わりたくない。—キケロ『アッティクス宛書簡』15.15

### カエサル死後
カエサルは紀元前47年に独裁官任期を10年延長され、さらに紀元前44年2月には永久独裁官となっていたが、同年3月15日に暗殺された。クレオパトラの希望とは裏腹に、カエサリオンは彼の後継者とはなりえず、カエサルは実の大甥（カエサルの妹の孫で姪の子）で養子のガイウス・オクタウィウス・トゥリヌス（オクタウィアヌス、後のアウグストゥス）を後継者と定めていた。クレオパトラは帰国したが、すぐにプトレマイオス14世が逝去した。彼女による毒殺説もあるが、彼の後はカエサリオンに継がせた（プトレマイオス15世）。
紀元前42年のフィリッピの戦いでは、第二回三頭政治側では無く、ローマ東方地区へ勢力を広げていたマルクス・ユニウス・ブルトゥスらの勢力を支援した。戦いはブルトゥスらが敗北し、三頭政治側のマルクス・アントニウスはクレオパトラ7世に出頭を命じた。これに対して、クレオパトラ7世はアプロディーテーのように着飾り、香を焚いてムードをつくってタルソスへ出頭した。逆にアントニウスを自らの宴席へ招待するなどし、瞬く間にアントニウスを魅惑したといわれる。エフェソスにいたアルシノエ4世は紀元前41年にアントニウスによって殺された。
アントニウスはオクタウィアヌスの姉オクタウィアと離婚し、クレオパトラと結婚した。紀元前39年には双子の男女のアレクサンドロス・ヘリオスとクレオパトラ・セレネ、紀元前36年にはもう一人の男の子プトレマイオス・ピラデルポスが誕生している。アレクサンドリアから帰ってこないアントニウスはローマでの評判を落とす一方だった。アントニウスの場合も、カエサルとの間に子を作ったのと同じ理由が考えられるが、今回はプトレマイオス朝の領土をも獲得している。
アントニウスは紀元前36年にクレオパトラの支援を得てパルティア遠征を行ったが、惨敗を喫した。
アントニウスは紀元前34年に執政官に選出されたが初日に辞任し、アルメニア王国（アルタクシアス朝）に復讐するためニコポリスに現れると、国王アルタウァスデス2世を騙して捕虜とした。アルメニアを占領したアントニウスは大量の財宝と捕虜と共にアレクサンドリアに凱旋し、クレオパトラとの間の子らに、東方世界を分割して与えることを約束した。
プルタルコスによれば、アントニウスがローマ市民に人気のあったオクタウィアを離縁したこと、あまりにもエジプト風に染まってしまったことをオクタウィアヌスによってプロパガンダに利用され、クレオパトラはローマの敵に仕立て上げられていったという。クレオパトラはカエサリオンをカエサルの後継者として宣伝し、アントニウスもその保護者としての立場を強調していた。それに対してオクタウィアヌスは、彼らとの対立が決定的になると、後継者は自分であることを強調し、執政官としてクレオパトラという外敵を排除する立場を明確にしたといい、同時代の記録では、豊かなエジプトの女王の脅威に立ち向かうオクタウィアヌスという東西対決の形が見られるという。

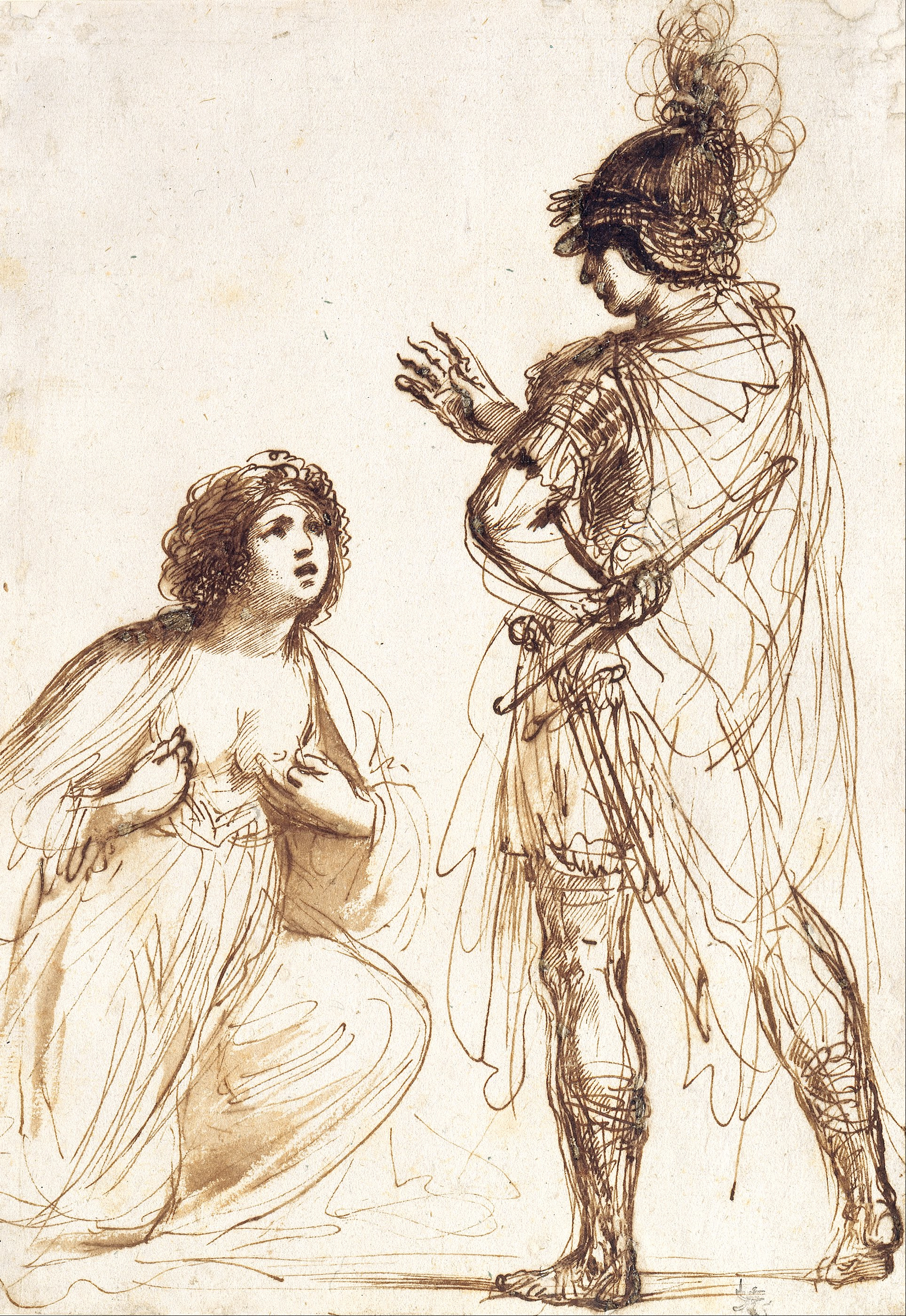
グエルチーノ『クレオパトラとオクタウィアヌス』（1640年）クンストパラスト美術館（デュッセルドルフ）

### アクティウムの海戦
紀元前31年にアンヴラキコス湾に集結したオクタウィアヌス軍とクレオパトラ・アントニウス連合軍であったが、古代の記録によれば、9月2日、突如としてクレオパトラが戦線離脱し、アントニウスも味方を置いてそれを追ったために敗北したことになっており、あたかも全責任はクレオパトラにあるかのようである。この海戦に関して様々な説があるが、学者も東西どちらを専門にしているかで意見が分かれている。しかし、東側の圧倒的な経済力を背景に、有能な指揮官であったアントニウスとクレオパトラが、何も出来ずに敗退したとするのは不可解であると言える。
同時代人でかろうじて信頼出来そうなホラティウスの『エボディ』などからは、オクタウィアヌスが勝利したことは読み取れるものの、オクタウィアヌス本人による『業績録』にすらアクティウムに関する記述はなく、その存在すら疑われるほどで、ただクレオパトラが敵視されていたことだけは分かるという。当時の東西の経済格差からいって、内乱の続いたイタリアを立て直すため、アントニウスを単独で支えることが可能であったエジプトを奪う必要があり、クレオパトラが敵視されたのではないかとも考えられる。対してアントニウスとクレオパトラは、海上封鎖を続け敵が自滅を待つ消極策を採っていたものの、それに対する危機感から団結した西方が予想外に手強く、封鎖を破られたのではないかとする説もある

### 最期

クレオパトラの死（瀕死のクレオパトラ）
グイド・カニャッチ、1658年

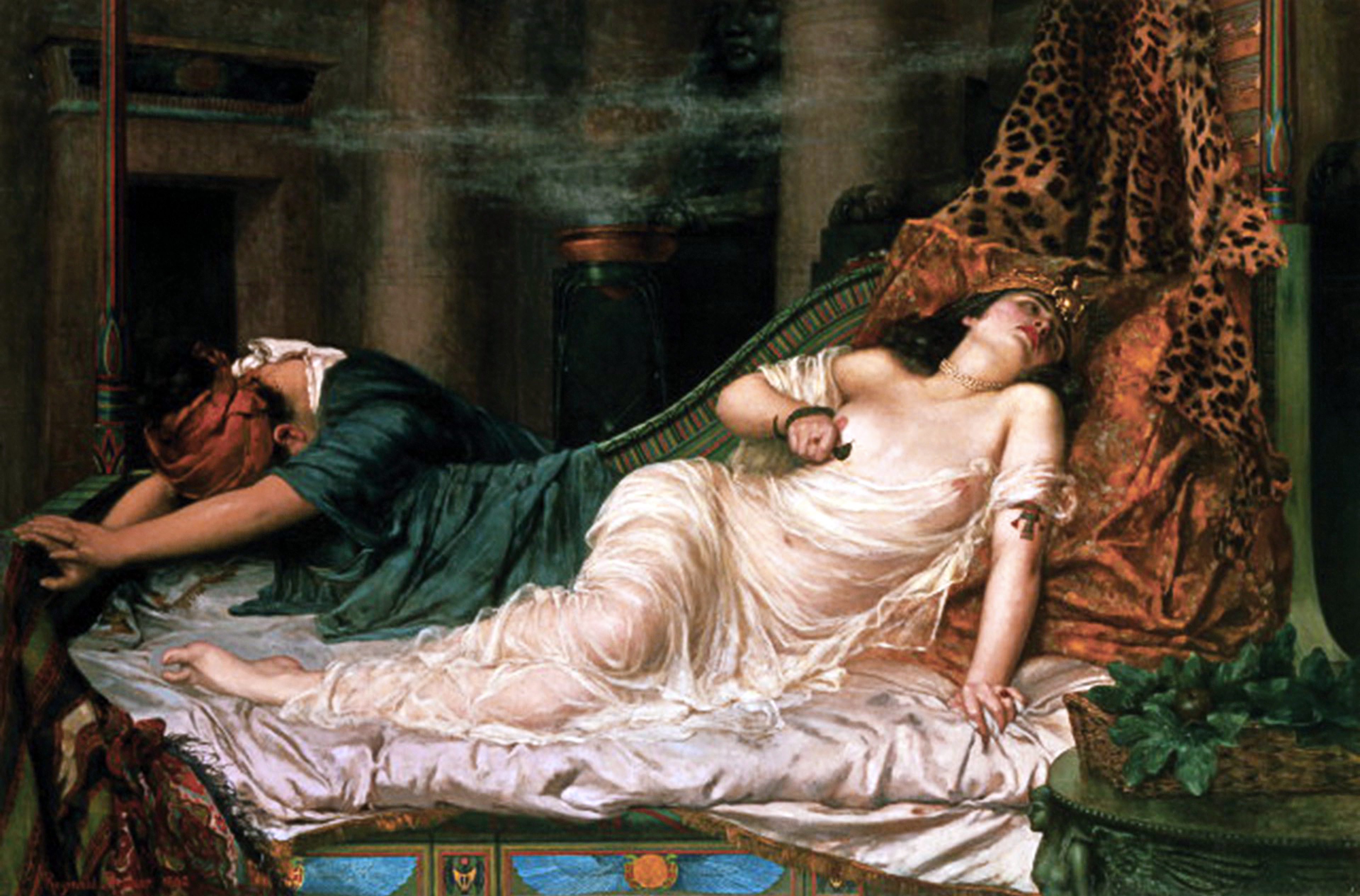
クレオパトラの死
レジナルド・アーサー 1892年

帰国したクレオパトラ7世はオクタウィアヌスとの外交交渉を試みるものの、条件面などで折り合いがつかず失敗に終わった。この結果、カエサリオンを国外へ逃がすことを決意し、実行に移した。しかし、ローマ軍はアレクサンドリアにまで到達し、アントニウスは残存する全軍を率いて決戦を挑むが、海軍の寝返りなどで失敗した。そして、紀元前30年8月1日、アントニウスはクレオパトラ7世が自分を裏切ったと思い込んでいたところに届けられたクレオパトラ7世死去の報告（ただし、これは誤報）に接して自殺を図る。それを知ったクレオパトラ7世の指示により、アントニウスは瀕死の状態でクレオパトラ7世のところにつれてこられたが、息を引き取った。
8月29日、オクタウィアヌスは捕虜となったクレオパトラ7世が自殺することを警戒し、厳重な監視下に置いていたが、クレオパトラ7世自身はオクタウィアヌスに屈することを拒んで自殺した。贈答品のイチジクに忍ばせていたコブラに身体（乳房か腕）を噛ませて自殺したとも伝えられている。オクタウィアヌスは彼女の「アントニウスと共に葬られたい」との遺言を聞き入れた。
エジプトを征服したオクタウィアヌスは、紀元前30年、「カエサルの後継者」となる可能性があったカエサリオンを呼び戻して殺害し、プトレマイオス朝を滅ぼした。そして、エジプトをローマに編入して皇帝直轄地（アエギュプトゥス）とした。しかし、クレオパトラがアントニウスともうけていた3人の子供たちは、オクタウィアヌスの姉にしてアントニウスの前妻であるオクタウィアに預けられ、養育された。

## 人物
- 歴史家プルタルコスは『対比列伝』において、オクタウィアヌスの姉でアントニウスの妻のオクタウィアが、その両者の関係修復に尽力し、夫が不在の家を守りつつ、更に子弟の教育にも力を入れるのに対して、クレオパトラは徹頭徹尾、エジプトと自己の保身と愛のため、カエサル、ポンペイウス、アントニウスと駆け引きを繰り広げる自己中心的な人物として描いており、ゲーオア・ブランデスは彼女を、「女の中の女、典型的イヴ」と評している[44]。
- フランスの哲学者ブレーズ・パスカルは、クレオパトラがその美貌と色香でカエサルやアントニウスを翻弄したとして、「クレオパトラの鼻がもう少し低かったら、歴史が変わっていた」と評した。
- 後世の多くの人から世界で最も美しい女性であったと認識され、「絶世の美女」として美女の代名詞になっている人物である。そのため、「実は美人ではなかった」という見解がたびたび研究者によって発表されている。2007年にも、イギリスのBBCニュースで話題になった[45]。
- エジプトの女王だったということで、映画や挿絵などでは肌の色の濃いエキゾチックな美女といった容姿で描かれることが多いが、プトレマイオス朝はギリシア人の家系であったので彼女の容貌はギリシャ的であり、同時代のクレオパトラの肖像としては、ギリシア風の巻き毛スタイルとエジプト風のおかっぱスタイルの両方が残っている[要出典]。2023年、Netflixのドキュメンタリー『African Queens』のシーズン2で黒人女優のアデール・ジェームズ（英語版）をクレオパトラ役に出演させたが、エジプト考古省は「史実改ざん」としてNetflixに抗議し、考古学最高評議会の事務総長も「エジプトの多くの専門家が『（マケドニア・ギリシャ系の）クレオパトラは肌の色が白く、ギリシャ人の特徴がある』との意見で一致している」と述べた[46][47]。
- トルコのエフェソスにおいて、妹アルシノエ4世のものと考えられる墓所と遺骨が発見されたとの説もあるが、クレオパトラ自身の墓はまだ発見されていない[48]。近年になって、アレクサンドリア郊外に存在していたタップ・オシリス・マグナ神殿の地下深くにあるとみられるクレオパトラの墓にクレオパトラが埋葬されたとする仮説があり、エジプト考古最高評議会のザヒ・ハワス議長（当時）やドミニカ共和国出身の刑事弁護士・考古学者キャスリーン・マルティネス（英語版）の指揮の下、発掘調査が行われている。
- クレオパトラは後世ダンテの抒情詩『神曲』では愛欲の罪により地獄で苦しむ設定となっている[49]。
- 自殺する前に自身が死ぬにはどのような毒が良いかと、様々な毒を奴隷に与えて試したと言われている。[50]

## 系譜
| クレオパトラ7世の血統              | クレオパトラ7世の血統                                                           | クレオパトラ7世の血統                                                           | （血統表の出典）                                                                | （血統表の出典）        |
| 父系                               | プトレマイオス朝                                                                | プトレマイオス朝                                                                | プトレマイオス朝                                                                |                         |
| 父 プトレマイオス12世              | 父の父プトレマイオス9世                                                         | プトレマイオス8世（※1）                                                         | プトレマイオス5世                                                               | プトレマイオス5世       |
| 父 プトレマイオス12世              | 父の父プトレマイオス9世                                                         | プトレマイオス8世（※1）                                                         | クレオパトラ1世                                                                 |                         |
| 父 プトレマイオス12世              | 父の父プトレマイオス9世                                                         | クレオパトラ3世                                                                 | プトレマイオス6世（※1）                                                         | プトレマイオス6世（※1） |
| 父 プトレマイオス12世              | 父の父プトレマイオス9世                                                         | クレオパトラ3世                                                                 | クレオパトラ2世（※1）                                                           |                         |
| 父 プトレマイオス12世              | 父の母クレオパトラ4世                                                           | プトレマイオス8世                                                               | プトレマイオス5世                                                               | プトレマイオス5世       |
| 父 プトレマイオス12世              | 父の母クレオパトラ4世                                                           | プトレマイオス8世                                                               | クレオパトラ1世                                                                 |                         |
| 父 プトレマイオス12世              | 父の母クレオパトラ4世                                                           | クレオパトラ3世                                                                 | プトレマイオス6世                                                               | プトレマイオス6世       |
| 父 プトレマイオス12世              | 父の母クレオパトラ4世                                                           | クレオパトラ3世                                                                 | クレオパトラ2世                                                                 |                         |
| 母 クレオパトラ5世/6世（異説有り） | 母の父プトレマイオス9世                                                         | プトレマイオス8世                                                               | プトレマイオス5世                                                               | プトレマイオス5世       |
| 母 クレオパトラ5世/6世（異説有り） | 母の父プトレマイオス9世                                                         | プトレマイオス8世                                                               | クレオパトラ1世                                                                 |                         |
| 母 クレオパトラ5世/6世（異説有り） | 母の父プトレマイオス9世                                                         | クレオパトラ3世                                                                 | プトレマイオス6世                                                               | プトレマイオス6世       |
| 母 クレオパトラ5世/6世（異説有り） | 母の父プトレマイオス9世                                                         | クレオパトラ3世                                                                 | クレオパトラ2世                                                                 |                         |
| 母 クレオパトラ5世/6世（異説有り） | 母の母未確定（ベレニケ3世または未知の愛人）※括弧内ベレニケ3世の血統             | （プトレマイオス9世）                                                           | （プトレマイオス8世）                                                           | （プトレマイオス8世）   |
| 母 クレオパトラ5世/6世（異説有り） | 母の母未確定（ベレニケ3世または未知の愛人）※括弧内ベレニケ3世の血統             | （プトレマイオス9世）                                                           | （クレオパトラ3世）                                                             |                         |
| 母 クレオパトラ5世/6世（異説有り） | 母の母未確定（ベレニケ3世または未知の愛人）※括弧内ベレニケ3世の血統             | （クレオパトラ・セレネ1世）                                                     | （プトレマイオス8世）                                                           | （プトレマイオス8世）   |
| 母 クレオパトラ5世/6世（異説有り） | 母の母未確定（ベレニケ3世または未知の愛人）※括弧内ベレニケ3世の血統             | （クレオパトラ・セレネ1世）                                                     | （クレオパトラ3世）                                                             |                         |
| 5代内の近親交配                    | - クレオパトラ1世 ４・５・５・４・５・５×４・５・５・５・６・６・５・６・６=50% | - クレオパトラ1世 ４・５・５・４・５・５×４・５・５・５・６・６・５・６・６=50% | - クレオパトラ1世 ４・５・５・４・５・５×４・５・５・５・６・６・５・６・６=50% |                         |

※1の3人は兄弟

## 登場作品

### 小説
- プーシキン『エジプトの夜（ロシア語版）』（1837年）
- テオフィル・ゴーティエ『クレオパトラの一夜（フランス語版）』（1838年）[51]
- 宮尾登美子『クレオパトラ』（1996年[52][53]）
- 楠木誠一郎『クレオパトラと名探偵! : タイムスリップ探偵団古代エジプトへ』（2017年）[54]

### 戯曲
- シェイクスピア『アントニーとクレオパトラ』
- ジョージ・バーナード・ショー『シーザーとクレオパトラ』

### 音楽作品
- ゲオルク・フリードリヒ・ヘンデル：オペラ『エジプトのジュリアス・シーザー』
- エクトル・ベルリオーズ：カンタータ『クレオパトラの死』
- ベッルーティ：『クレオパトラの死と変容』（マンドリンオーケストラ）
- バド・パウエル：『クレオパトラの夢』
- じょるじん(暗黒童話P)：『ラストファラオ』

### 実写映画

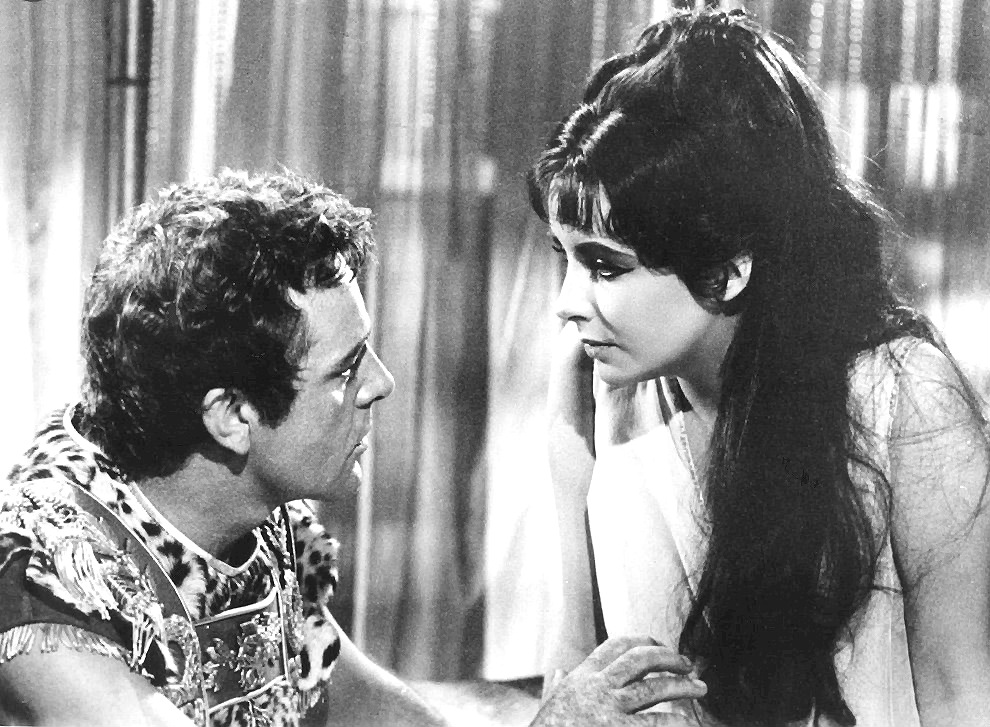
1963年の映画『クレオパトラ』より、エリザベス・テイラー（クレオパトラ7世）とリチャード・バートン（アントニウス）

- アントニーとクレオパトラ（1913年） - イタリア映画。1914年日本公開。演：ジョヴァンナ・テリビリ＝ゴンザレス（イタリア語版）。
- シーザーの御代（1917年） - フォックス映画が製作した映画。1922年日本公開。演：セダ・バラ。
- クレオパトラ（1934年） - パラマウント映画が製作した映画。演：クローデット・コルベール。
- シーザーとクレオパトラ（1945年） - イギリス映画。演：ヴィヴィアン・リー。
- ナイルの妖女クレオパトラ（1953年） - 演：ロンダ・フレミング。日本ではDVDスルー。
- Due notti con Cleopatra（1954年） - 演：ソフィア・ローレン。日本未公開。
- クレオパトラ（1959年） - イタリアのアレキサンドラ・プロで製作された映画。演：リンダ・クリスタル。
- 妖姫クレオパトラ（1962年） - イタリア映画。演：パスカル・プティ。
- クレオパトラ（1963年） - 20世紀フォックスが製作した映画。配給会社を危うく潰し掛けたことで有名。演：エリザベス・テイラー。
- アントニーとクレオパトラ（1972年） - ウィリアム・シェイクスピアの同名戯曲の映画化作品。演：ヒルデガード・ニール。
- Deux Heures moins le quart avant Jésus-Christ（1982年） - 演：Mimi Coutelier。日本未公開。
- 妖艶妃クレオパトラ（1985年） - イタリア映画。演：マルチェラ・ペトレッリ。
- ミッション・クレオパトラ（2002年） - フランス映画。演：モニカ・ベルッチ。後述の漫画「アステリックスとクレオパトラ」を原作とする[55]。

### テレビドラマ
- レジェンド・オブ・エジプト（テレビ放映邦題：クレオパトラ）（英語版）（1999年） - 米国のテレビムービー。演：レオノア・ヴァレラ
- アフリカン・クイーンズ:クレオパトラ（2023年） - NetflixオリジナルTV番組。演：アデル・ジェームズ[56]

### 漫画・アニメ
- アステリックスとクレオパトラ（フランス語版） - 1969年。『アステリックス』シリーズの第6作。
- クレオパトラ - 虫プロダクションが1970年に製作した劇場用長編アニメーション映画。クレオパトラの声は中山千夏が演じた。コミカライズ版（[原案・監修]手塚治虫、[漫画]坂口尚）もある[57][リンク切れ]。『COM増刊号』（虫プロ商事）誌上（1970年）で発表、2019年『クレオパトラ : 完全版』のタイトルで復刻。ISBN 978-4-8354-5646-1[58]。
- クレオパトラ - 里中満智子による漫画[59]。1975年、『少女フレンド』（講談社）誌上（8号 - 11号）で発表。
  - 全1巻 1976年6月発行、ISBN 9784061097001[60]
- 20世紀のクレオパトラ - 坂本ミドリ。1975年、若木書房[61][62]。
- 砂漠の女王 - 星野之宣による漫画で連作短編『妖女伝説』の中で1979年から1988年にかけて10年にわたり書き継がれた作品[63]。クレオパトラが「バア転生の秘法」を用いて、古代パレスチナの王女サロメ、パルミラ帝国の女王ゼノビアといった砂漠の女王として転生を繰り返し、数奇な運命をたどってゆく。
- クレオパトラだぞ - 藤子・F・不二雄（当時の名義は藤子不二雄）によるSF短編漫画。小学館。1980年、ビックコミック特別編集ビッグゴールド No.6に初出掲載[64]。転生により生前のクレオパトラの夢を見る青年の物語。
- 1000年女王（劇場版） - 松本零士原作。1982年。楊貴妃、卑弥呼とともに、歴代の1000年女王として登場する。原作の漫画版にもわずかながら登場。
- アントニーとクレオパトラ - 谷口敬作画、シェークスピア原作。1989年、桜桃書房[65]。
- クレオパトラ : 古代エジプトの最後の女王 - 千明初美作画、柳川創造シナリオ。1995年、『学習漫画 世界の歴史』シリーズ（集英社）。ISBN 9784082400316[66]
- クレオパトラ - 黒田かすみ。1996年、角川書店。ISBN 9784048527101[67]
- クレオパトラ女王 : 古代エジプト最後の女王 - 梶川卓郎作画、近藤二郎監修。2011年、『学習まんが人物館』シリーズ（小学館）[68]。ISBN 9784092700277
- クレオパトラ : 古代エジプト王朝最後の女王 - ねこだす。2012年、『週刊 マンガ世界の偉人』シリーズ（朝日新聞出版）。[69]ISBN 9784023320147[70]
- クレオパトラ - 叶精作作画、倉科遼原作。2012年-2013年、『世界女帝列伝』シリーズ（グループ・ゼロ）。全7巻。[71][72]
- クレオパトラ - 迎夏生作画、河合望監修。2013年、『コミック版 世界の伝記』シリーズ（ポプラ社）。ISBN 978-4-591-13518-1[73]
- クレオパトラ : 古代エジプトの最後の女王 - 松本夏実作画、堀ノ内雅一シナリオ、長谷川奏監修。2016年、『学習まんが 世界の伝記NEXT』シリーズ（集英社）。ISBN 9784082400729[74]
- クレオパトラな日々 - 柳原満月による4コマ漫画[75]。2016年-2021年、『まんがライフオリジナル』（竹書房）で連載された[76][77]。
  - 1巻 2018年2月発行、ISBN 9784801961647[78]
  - 2巻 2019年5月発行、ISBN 9784801965850[79]
  - 3巻 2020年3月発行、ISBN 9784801968691[80]
  - 4巻 2021年3月発行、ISBN 9784801972339[81]
- クレオパトラ：古代エジプト最後の女王 - 笹原智映作画、阪本浩監修。2018年、『角川まんが学習シリーズ まんが人物伝』。ISBN 9784041051467[82]
- クレオパトラ : 強く生きた古代エジプトの女王! - 佐々木メエ作画、金治直美文、近藤二郎監修。2018年、『やさしく読めるビジュアル伝記』（学研プラス）。ISBN 9784052048241[83]
- パトラと鉄十字 - 真鍋譲治による漫画。2019年 - 2022年、『月刊キスカ』（竹書房）にて連載された。
  - 1巻 2019年12月発行、ISBN 9784801967861[84]
  - 2巻 2020年6月発行、ISBN 9784801969865[85]
  - 3巻 2020年12月発行、ISBN 9784801971431[86]
  - 4巻 2021年6月発行、ISBN 9784801973398[87]
  - 5巻 2023年4月発行、ISBN 9784801980280[88]
- だって私、クレオパトラですから！ - 森園みるく。2022年 - 、KADOKAWA、タテスクコミック[89][90]

### 絵本
- クレオパトラ - 山口菜作画、清水あゆこ文、齋藤孝監修。2023年、『はじめての伝記えほん』シリーズ（ポプラ社）。ISBN 978-4-591-17476-0[91]

### ミュージカル
- 松竹歌劇団・1981年『新竹取物語 1000年女王』（藤川洋子）
- 宝塚歌劇団・1986年花組『真紅なる海に祈りを』（秋篠美帆）
- 宝塚歌劇団・2006年月組『暁のローマ』（城咲あい）
- 宝塚歌劇団・2021年花組『アウグストゥス －尊厳ある者－』（凪七瑠海）

### バレエ
- Kバレエカンパニー・2017年『クレオパトラ』- 演出・振付・台本：熊川哲也、音楽：カール・ニールセン[92]。

### 演劇
- 花組芝居・1997年『悪女クレオパトラ』（加納幸和） - 演出・脚本：加納幸和、アートディレクター：辻村ジュサブロー[93][94]
- TremendousCircus・2021年『Femiking』 - 演出：田中円 知乃、脚本：田中円[95]

### ゲーム
- アサシン クリード オリジンズ（声：雨宮天） - ユービーアイソフトより2017年10月に発売されたステルスゲーム。主人公の支援者として登場。
- Civilization 6 - エジプト文明の指導者として登場。
- クレオパトラの魔宝

### CM
- クレオパトラ篇（声：三木のり平） - 桃屋の「花らっきょう」のCM。1966年にモノクロ版[96]、1969年にカラー版[97]が放映された。